# Lijst van burgemeesters van Holon
Dit is een lijst van burgemeesters van Holon, een stad in het westen van Israël.
- Haim Kugel (1940-1953)
- Pinchas Eilon (1953-1987)
- Haim Sjaron (1987-1988)
- Mosjee Rom (1988-1993)
- Motti Sasson (1993-heden)

Asjdod · 
Bat Yam · 
Beër Sjeva · 
Eilat · 
Haifa · 
Holon · 
Jeruzalem · 
Petach Tikwa · 
Risjon Letsion · 
Tel Aviv